# Wonderland (Big Country)
"Wonderland" is een single van de Schotse band Big Country, uitgebracht in het Verenigd Koninkrijk op 9 januari 1984, tussen hun eerste en tweede album. Het werd een top 10-hit voor hen in het Verenigd Koninkrijk, met een piek op nummer 8, waarmee de band hun derde top 10-notering behaalde. Het nummer werd opgenomen in alle daaropvolgende greatest hits-albums van de band, hoewel het nooit op een van hun studioalbums verscheen. Het werd ook uitgebracht op een ep met vier nummers in de VS in 1984 op Mercury (Mercury 818835-1 M-1), met op de A-kant "Wonderland" en "All Fall Together" en op de B-kant "Angle Park" en "The Crossing".
In de videoclip voor het nummer speelt de band het nummer in een bosrijke omgeving.